# Anon Amornlerdsak
Anon Amornlerdsak (tiếng Thái: อานนท์ อมรเลิศศักดิ์, sinh ngày 6 tháng 11 năm 1997), còn được biết với tên đơn giản Non (tiếng Thái: นนท์) là một cầu thủ bóng đá người Thái Lan thi đấu cho câu lạc bộ Giải bóng đá Ngoại hạng Thái Lan Bangkok Glass. Anon lớn lên ở Lisu ở Mae Rim District, Chiangmai.

## Đời sống cá nhân
Anon một trong số rất ít những người theo Thiên chúa giáo tại đội tuyển quốc gia Thái Lan.

## Sự nghiệp quốc tế
Anh đoạt chức vô địch Giải vô địch bóng đá U-19 Đông Nam Á 2015 với U-19 Thái Lan.

## Bàn thắng quốc tế

### U-23
| Anon Amornlerdsak – bàn thắng cho U-23 Thái Lan | Anon Amornlerdsak – bàn thắng cho U-23 Thái Lan | Anon Amornlerdsak – bàn thắng cho U-23 Thái Lan        | Anon Amornlerdsak – bàn thắng cho U-23 Thái Lan | Anon Amornlerdsak – bàn thắng cho U-23 Thái Lan | Anon Amornlerdsak – bàn thắng cho U-23 Thái Lan | Anon Amornlerdsak – bàn thắng cho U-23 Thái Lan | Anon Amornlerdsak – bàn thắng cho U-23 Thái Lan |
| #                                               | Ngày                                            | Địa điểm                                               | Đối thủ                                         | Bàn thắng                                       | Kết quả                                         | Giải đấu                                        |                                                 |
| ----------------------------------------------- | ----------------------------------------------- | ------------------------------------------------------ | ----------------------------------------------- | ----------------------------------------------- | ----------------------------------------------- | ----------------------------------------------- | ----------------------------------------------- |
| 1.                                              | 24 tháng 3 năm 2019                             | Sân vận động Quốc gia Mỹ Đình, Hà Nội, Việt Nam        | Brunei                                          | 4–0                                             | 8–0                                             | Vòng loại giải vô địch bóng đá U-23 châu Á 2020 |                                                 |
| 2.                                              | 4 tháng 11 năm 2019                             | Sân vận động Đại học Chulalongkorn, Băng Cốc, Thái Lan | Myanmar                                         | 1–0                                             | 3–2                                             | Giao hữu                                        |                                                 |
| 3.                                              | 4 tháng 11 năm 2019                             | Sân vận động Đại học Chulalongkorn, Băng Cốc, Thái Lan | Myanmar                                         | 3–1                                             | 3–2                                             | Giao hữu                                        |                                                 |
| 4.                                              | 28 tháng 11 năm 2019                            | Sân vận động tưởng niệm Rizal, Manila, Philippines     | Brunei                                          | 0–3                                             | 0–7                                             | SEA Games 2019                                  |                                                 |
| 5.                                              | 28 tháng 11 năm 2019                            | Sân vận động tưởng niệm Rizal, Manila, Philippines     | Brunei                                          | 0–6                                             | 0–7                                             | SEA Games 2019                                  |                                                 |
| 6.                                              | 11 tháng 1 năm 2020                             | Sân vận động Rajamangala, Băng Cốc, Thái Lan           | Úc                                              | 0–1                                             | 2–1                                             | Giải vô địch bóng đá U-23 châu Á 2020           |                                                 |

### U-19
| #  | Ngày                 | Địa điểm             | Đối thủ              | Tỉ số | Kết quả | Giải đấu                                            |
| -- | -------------------- | -------------------- | -------------------- | ----- | ------- | --------------------------------------------------- |
| 1. | 4 tháng 9 năm 2015   | Viêng Chăn, Lào      | Việt Nam             | 5–0   | 6–0     | Chung kết Giải vô địch bóng đá U-19 Đông Nam Á 2015 |
| 2. | 4 tháng 9 năm 2015   | Viêng Chăn, Lào      | Việt Nam             | 6–0   | 6–0     | Chung kết Giải vô địch bóng đá U-19 Đông Nam Á 2015 |
| 3. | 30 tháng 9 năm 2015  | Nonthaburi, Thái Lan | Đài Bắc Trung Hoa    | 1–0   | 3–0     | Vòng loại Giải vô địch bóng đá U-19 châu Á 2016     |
| 4. | 2 tháng 10 năm 2015  | Nonthaburi, Thái Lan | Quần đảo Bắc Mariana | 3–0   | 7–0     | Vòng loại Giải vô địch bóng đá U-19 châu Á 2016     |
| 5. | 2 tháng 10 năm 2015  | Nonthaburi, Thái Lan | Quần đảo Bắc Mariana | 6–0   | 7–0     | Vòng loại Giải vô địch bóng đá U-19 châu Á 2016     |
| 6. | 13 tháng 10 năm 2016 | Riffa, Bahrain       | Hàn Quốc             | 1–2   | 1–3     | Giải vô địch bóng đá U-19 châu Á 2016               |

## Danh hiệu

### Câu lạc bộ
Buriram United
- Giải bóng đá Ngoại hạng Thái Lan (2): 2015, 2017
- Cúp Hiệp hội Bóng đá Thái Lan (1): 2015
- Toyota Premier Cup (1): 2016
- Giải bóng đá vô địch các câu lạc bộ sông Mê Kông (2): 2015, 2016

### Quốc tế
U-19 Thái Lan
- Giải vô địch bóng đá U-19 Đông Nam Á (1): 2015